# Copépodes
Os copépodes (subclasse Copepoda) são um grupo de crustáceos muito importantes na composição da fauna de invertebrados aquáticos. Há cerca de 12 000 espécies conhecidas, divididas entre dez ordens; dessas, 7 500 são de vida livre, sendo 1 200 próprias de águas continentais.

## Copépodes
Certos copépodes de águas continentais podem formar agregações com densidades superiores a 11 000 indivíduos por litro. Os copépodes podem parasitar peixes e invertebrados aquáticos.
A subclasse Copepoda é a maior e mais diversificada dos crustáceos. Além disso, é considerado o grupo de organismos pluricelulares mais abundante no planeta, superando em número de indivíduos até os insetos. Esses microcrustáceos habitam os diversos ambientes aquáticos, incluindo terras (h)úmidas. Os crustáceos de vida livre podem ser planctônicos, bentônicos, viver em águas subterrâneas, entre outros ambientes. Os copépodes de águas continentais não são tão diversos como os de água salgada, sendo que o plâncton é composto principalmente por Calanoida e Cyclopoida.
A maioria dos copépodes possuem de 1 a 5 mm de comprimento. Seu corpo é composto de cabeça, tórax e abdômen, sendo sua extremidade anterior arredondada ou pontiaguda. A cabeça está fundida com o primeiro e às vezes o segundo segmento torácico. Não possuem olhos compostos, porém há um olho naupliano mediano típico na maioria. As primeiras antenas são unirremes e longas. O tórax possui seis segmentos. O primeiro par de apêndices é modificado, formando maxilípedes para alimentação. Os outros cinco pares de apêndices são semelhantes e simetricamente birremes. Entretanto, em algumas espécies, os apêndices do último par, conhecido como P5, podem vir modificados para a cópula, assimétricos ou até mesmo unirremes. O abdômen possui cinco segmentos que são mais estreitos que o do tórax e não possui apêndices, exceto um par de ramos caudais no télson.
Esta espécie microscópica é a mais rápida do planeta, conseguindo percorrer por segundo uma distância equivalente a 500 vezes o seu comprimento, atingindo os 11 km/h. Comparando com a chita, que é o animal terrestre mais veloz, esta teria de ser capaz de atingir 8 000 km/h para ser tão rápida como o copépode. O professor Thomas Kiørboe, do Instituto Nacional de Recursos Aquáticos na Universidade da Dinamarca, fez uma filmagem para determinar e mostrar a velocidade do salto de escape do animal ao se sentir ameaçado, sendo esta meio metro por segundo.
Além de mais rápidos, são considerados os animais mais fortes do mundo, sendo de 10 a 30 vezes mais fortes do que qualquer outro animal, considerando proporções de tamanho.
Os copépodes possuem dois sistemas motrizes, formados por 4 a 5 pares de patas para nadar e saltar, além de um sistema de extremidades que vibra para ajudar na continuidade do movimento enquanto nada. Sua forma física é otimizada para altas velocidades e seus diversos sistemas de movimento adicionados a extremidade vibratória faz com que o animal, além de forte e veloz, não sinta fadiga.

## Copépodes em aquários
Em aquários marinhos, os copépodes podem ser observados a olho nu em seu período de maturação, se apresentando como pequenos pontos brancos em movimento na água e no vidro. A alimentação desses animais é à base de pequenas algas, ou fitoplâncton, e portanto se o aquário possuir boa higienização e iluminação, os copépodes permanecerão neles até que se ponha um peixe no aquário, que se alimentará deles. Se o aquário já possui peixes e aparecem copépodes, provavelmente será quando uma nova água for posta no aquário.
No caso de copépodes parasitas, tratamentos como banhos de formalina ou remédios a base de cobre são eficientes, juntamente com cuidados especiais para com peixes infestados, que podem livrar-se do problema usando suas defesas naturais.